# Ruští patrioti
Strana Ruští patrioti (rusky Патриоты России) vznikla v roce 2005 odštěpením od Komunistické strany RF. Roku 2006 v Dumě vstoupila do frakce Rodina, odmítla však vstup do strany Spravedlivé Rusko. Program strany obsahuje socialistické a nacionalistické prvky.

## Volební výsledky

### Státní Duma
| Volby | Hlasy   | %    | mandáty |
| ----- | ------- | ---- | ------- |
| 2007  | 615 131 | 0.88 | 0       |